# Boechera perennans
Boechera perennans es una hierba perenne que pertenece a la familia  Brassicaceae la familia de las Mostazas.  Es nativo para el suroeste de Estados Unidos y el norte de México.

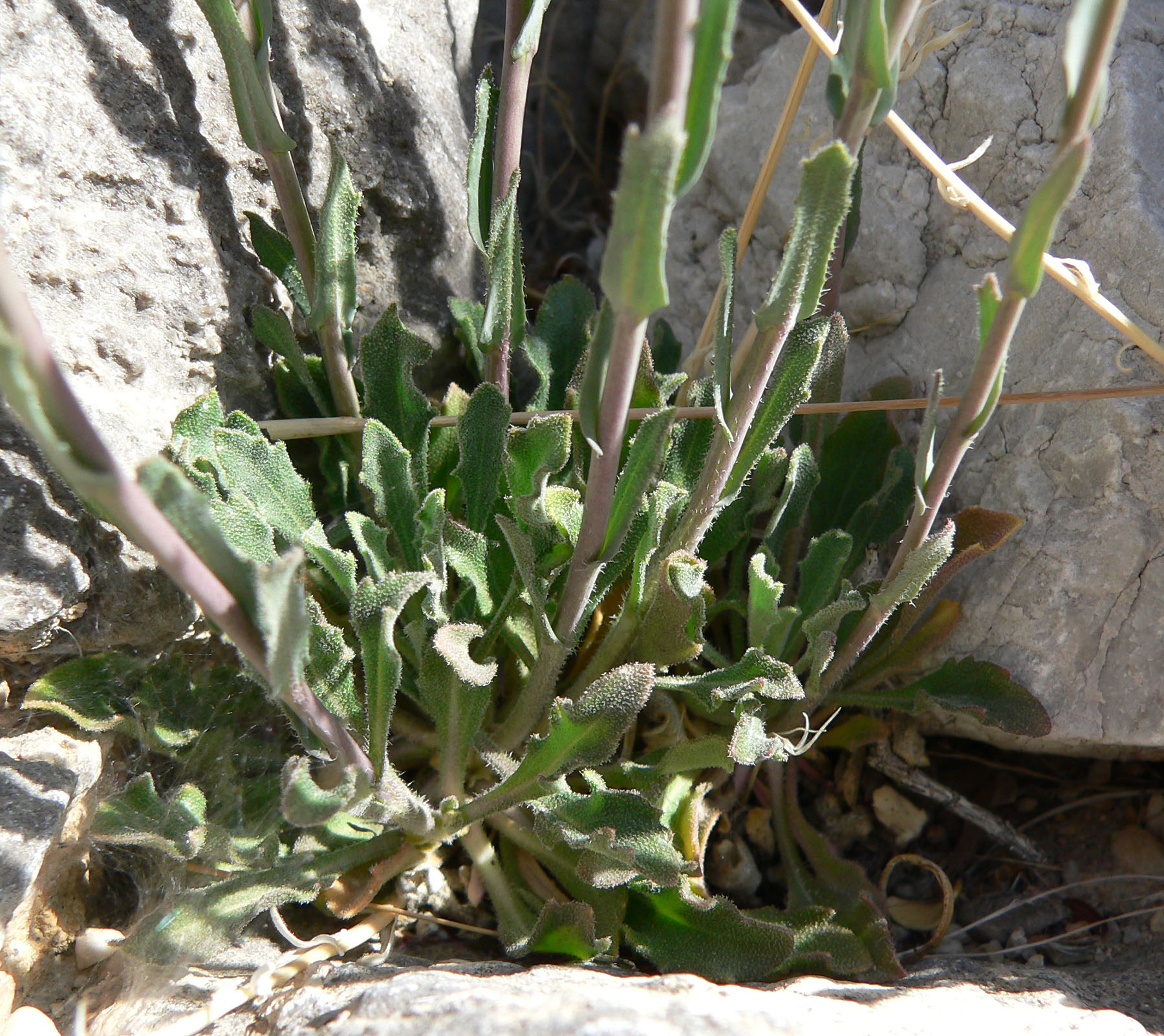
Vista de la planta

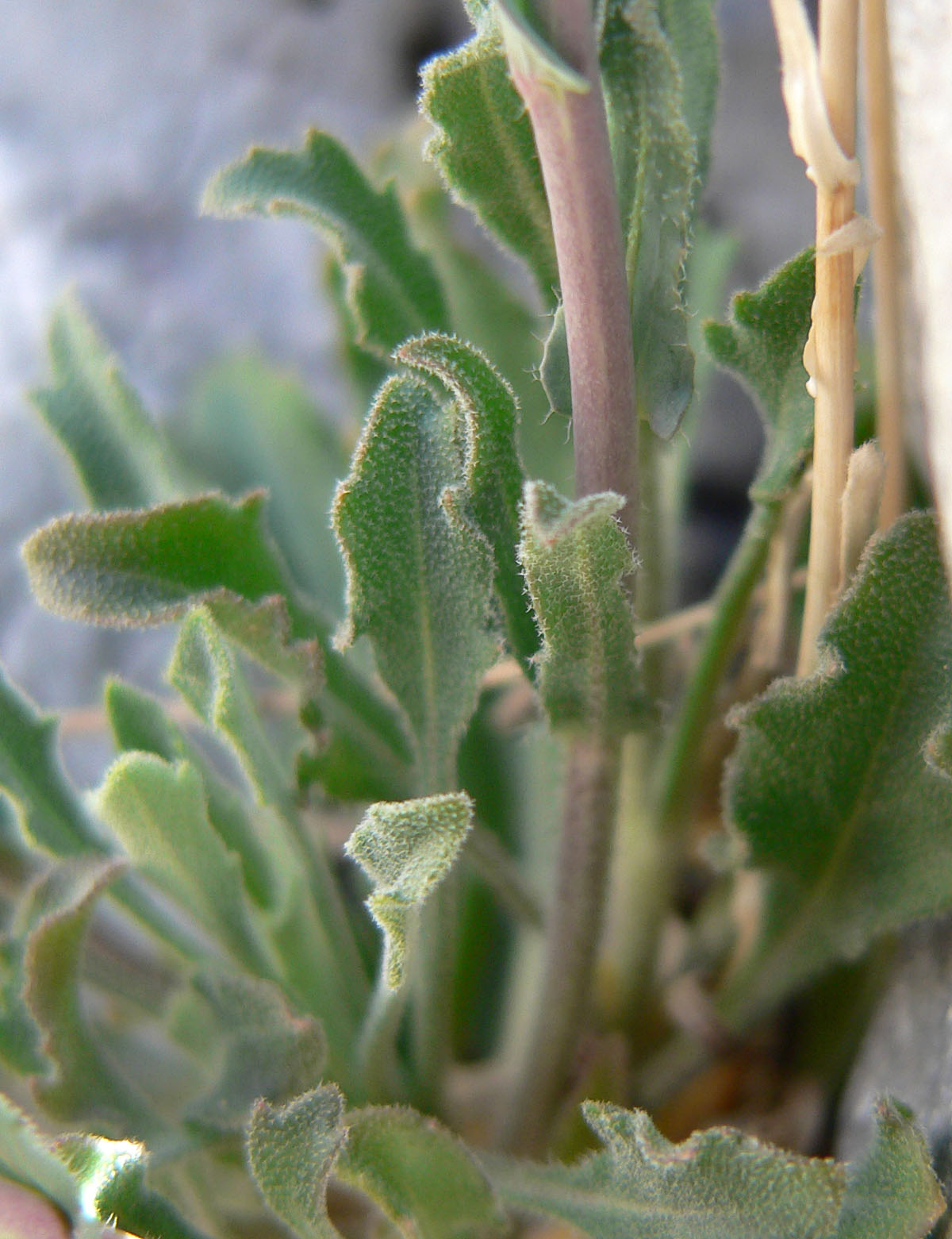
Vista de la planta

## Características
Esta planta herbácea tiene tallos erectos que alcanzan  un metro de altura como máximo. Las hojas basales puede ser de varios centímetros de largo y son a menudo peludas y dentadas, mientras que las dispersas hojas superiores son más pequeñas. En la parte superior del tallo se encuentran las flores que son muy pequeñas de color púrpura o rosa-púrpura en largos y delgados tallos. Estas dan paso a los frutos, que son largas silicuas, en vaina muy estrechas de hasta 6 centímetros de largo.

## Taxonomía
Boechera perennans fue descrita por (S.Wats.) W.A.Weber y publicado en Phytologia 51(6): 370. 1982.
Etimología
Boecchera: nombre genérico que fue nombrado en honor del botánico danés Tyge Wittrock Böcher (1909-1983), que era reconocido por sus investigaciones en plantas alpinas, incluyendo el género Draba.
perennans: epíteto latíno que significa "perenne".
Sinonimia
- Arabis angulata Greene
- Arabis arcuata var. perennans (S. Wats.) M.E. Jones
- Arabis eremophila Greene
- Arabis gracilenta Greene
- Arabis recondita Greene
- Arabis perennans[3][4]